# 猪名川パークタウン
猪名川パークタウン（いながわパークタウン）は、兵庫県川辺郡猪名川町南部に位置する三菱地所が開発した住宅地である。町民間では「パークタウン」、「若葉（わかば）」、「白金（しろがね）」（地名より由来）などと呼ばれることが多い。

## 環境
大阪から直線距離にして25キロ圏内という比較的利便性の良い場所にありながら、本当の豊かな自然が手に入るとして人気の住宅地である。
しかし、このエリアにおける主な公共交通機関である阪急バスの川西能勢口駅方面へ向かう幹線道路は、兵庫県道12号川西篠山線だけしかないため朝夕ラッシュ時にはしばしば混雑が発生する。

## 交通
阪急宝塚本線川西能勢口駅または能勢電鉄日生線日生中央駅より阪急バスを利用する。なお、バス停はタウン内に細かく設置されている。また、川西能勢口駅前のバスターミナルからは、深夜0時台に2本の深夜バスが運行されている。このほか、梅田新阪急ホテルから、平日に阪急バスの日生中央行き深夜急行バス スターライナーが運行されていたが、2018年3月30日をもって運行を終了した。
なお、造成初期には能勢電鉄日生線を当地まで延伸する計画が猪名川町などから上がったが諸般事情（環境面など）により中止になっている。
- 大阪梅田までは公共交通機関ではおおよそ1時間である。
  - 猪名川パークタウンから川西能勢口バスターミナルまで約35分
  - 川西能勢口駅から阪急大阪梅田駅まで約30分
- 自家用車での所要時間は約40分から1時間である。
  - 兵庫県道12号川西篠山線を南下し、20分から30分で川西能勢口駅などがある川西市中心街へ到着する。
  - さらに、川西市中心街から東方すぐの阪神高速11号池田線川西小花出入口から阪神高速を利用し、約15分から20分で梅田出入口へ到着。

## 学校
- 猪名川町立猪名川中学校
- 猪名川町立白金小学校
- 猪名川町立猪名川小学校
- 猪名川町立猪名川幼稚園
- 猪名川町立猪名川保育園
- YMCAしろがね幼稚園

## 商業施設
- イオンモール猪名川
タウンの中心にある。前身のジャスコ猪名川店は売上高がジャスコ全店舗中第3位を記録したこともある。猪名川町だけでなく川西市や県をまたいだ大阪府豊能町、能勢町の住民も買い物に訪れる。2007年（平成19年）9月22日に増築が完成しイオン猪名川ショッピングセンターとして全館リニューアルオープンした。なお、2011年（平成23年）11月21日にイオンモール猪名川に名称を変更した。
- オートバックス 猪名川店
- ネッツトヨタ神戸 ネッツテラス猪名川店
- ライフォート パークタウン店
- コスモ石油 セルフピュア猪名川SS
- パークプラザ
- コープこうべ コープミニ 猪名川南（パークプラザ内）
- 出光興産 セルフ 猪名川イオン前SS
- セブン-イレブン 猪名川パークタウン店
- ファミリーマート 猪名川パークタウン店

## 医療機関
猪名川町内には公立病院の類が存在しない。そのため精密検査などを要する場合や急患の搬送先は、隣接する川西市の市立川西病院、池田市の市立池田病院などが利用されている。

## 公園
タウン名の通り公園が多いのが特徴である。
- 総合公園（ふれあい公園）
- 大原公園
- さくら池公園（桜の名所）
- 登り尾公園（テニスコートがある）
- 風の公園
- 光の公園
- つりばし公園
- じゃぶじゃぶ公園
- あみのとう公園
- やまのぼり公園
- みはらし公園
- おまつり公園
- さんさん公園
- せせらぎ公園
- さんかく緑地
- 緑山緑地

## その他施設
- 文化体育館（イナホール）
- 生涯学習センター（図書館）
- パークタウン交番
- 猪名川郵便局